# Pressió oncòtica
La pressió oncòtica o col·loidosmòtica és la pressió osmòtica deguda a les proteïnes plasmàtiques que apareix entre el compartiment vascular i intersticial.
Com els capil·lars sanguinis són poc permeables als compostos d'elevat pes molecular, com és el cas de les proteïnes, aquestes tendeixen a acumular-se al plasma sanguini, resultant menys abundants en el líquid intersticial. D'aquest gradient de concentració entre l'interior dels capil·lars i l'espai intersticial es deriva una tendència de l'aigua a compensar aquesta diferència retornant al capil·lar sanguini amb una certa pressió, la pressió oncòtica capil·lar. Aquesta pressió s'oposa al filtratge que finalment es produeix a través de l'endoteli capil·lar, gràcies al fet que la pressió hidroestàtica capil·lar supera la pressió oncòtica capil·lar.
De la mateixa manera, les proteïnes que formen part del líquid intersticial generaran una pressió oncòtica intersticial, en condicions normals menor que la pressió oncòtica capil·lar. De fet, el filtratge a través de l'endoteli capil·lar es produeix a causa del desequilibri entre les pressions hidroestàtica capil·lar i oncòtica intersticial, que l'afavoreixen, i les pressions hidroestàtica intersticial i oncòtica capil·lar, que se li oposen, i que es relacionen entre si mitjançant l'equació de Starling.